# Azali
Azali es una película ghanesa de 2018 dirigida por Kwabena Gyansah. Fue seleccionada como la entrada de su país en la categoría Mejor Largometraje Internacional en la edición número noventa y dos de los Premios de la Academia, pero no resultó nominada. Era la primera vez que Ghana presentaba una película al Oscar en tal categoría.

## Sinopsis
Amina, vive con su madre, su abuela y su tío en un pequeño pueblo en las afueras de Acra, una vida de la que su madre desea liberarla. El deseo de su abuela es que Amina se case con un hombre mayor de la aldea. La madre de Amina protesta y, sin saberlo, vende a Amina a extraños con la esperanza de que encuentre una vida mejor en la ciudad. En su viaje, la chica conoce a un joven que también ha sido vendido y, de alguna manera, se convierte en su único amigo. Los dos huyen con un grupo de niños que están en la misma situación. 

## Elenco
- Ama Abebrese como Joan
- Asana Alhassan como Amina
- Adjetey Anang como Akatok
- Akofa Edjeani Asiedu como Rukaya
- Emmanuel Nii Adom Quaye como Quartey
- Peter Ritchie como jefe

## Premios
Fue nominada en quince categorías en los Ghana Movie Awards 2018. Posteriormente, también recibió diecinueve nominaciones en los Golden Movie Awards 2019.
| Premios                        | Fecha de la ceremonia   | Categoría                 | Nominado          | Resultado | Ref.        |
| ------------------------------ | ----------------------- | ------------------------- | ----------------- | --------- | ----------- |
| Premios del Cine de Ghana 2018 | 30 de diciembre de 2018 | Mejor imagen              | Sandra Dwommoh    | Nominado  | [ 5 ] [ 3 ] |
| Premios del Cine de Ghana 2018 | 30 de diciembre de 2018 | mejor director            | Kwabena Gyansah   | Nominado  | [ 5 ] [ 3 ] |
| Premios del Cine de Ghana 2018 | 30 de diciembre de 2018 | Actriz principal          | Asana Alhassan    | Nominado  | [ 5 ] [ 3 ] |
| Premios del Cine de Ghana 2018 | 30 de diciembre de 2018 | Actor principal           | Adjetey Annan     | Nominado  | [ 5 ] [ 3 ] |
| Premios del Cine de Ghana 2018 | 30 de diciembre de 2018 | Actriz de reparto         | Ama K. Abebrese   | Nominado  | [ 5 ] [ 3 ] |
| Premios del Cine de Ghana 2018 | 30 de diciembre de 2018 | Guion adaptado u original | Gwendellen Quatey | Nominado  | [ 5 ] [ 3 ] |
| Premios Golden Movie 2019      | 24 de agosto de 2019    | Banda sonora              | Gómez Tito        | Ganador   | [ 6 ]       |
| Premios Golden Movie 2019      | 24 de agosto de 2019    | Actor más prometedor      | Asana Alhassan    | Ganador   | [ 6 ]       |
| Premios Golden Movie 2019      | 24 de agosto de 2019    | Película indígena         | Kwabena Gyansah   | Ganador   | [ 6 ]       |
| Premios Golden Movie 2019      | 24 de agosto de 2019    | Mejor cinematografía      | William K. Abgeti | Ganador   | [ 6 ]       |
| Premios Golden Movie 2019      | 24 de agosto de 2019    | Mejor película de drama   | Kwabena Gyansah   | Ganador   | [ 6 ]       |
| Premios Golden Movie 2019      | 24 de agosto de 2019    | En general                | Kwabena Gyansah   | Ganador   | [ 6 ]       |